# 水源かん養保安林

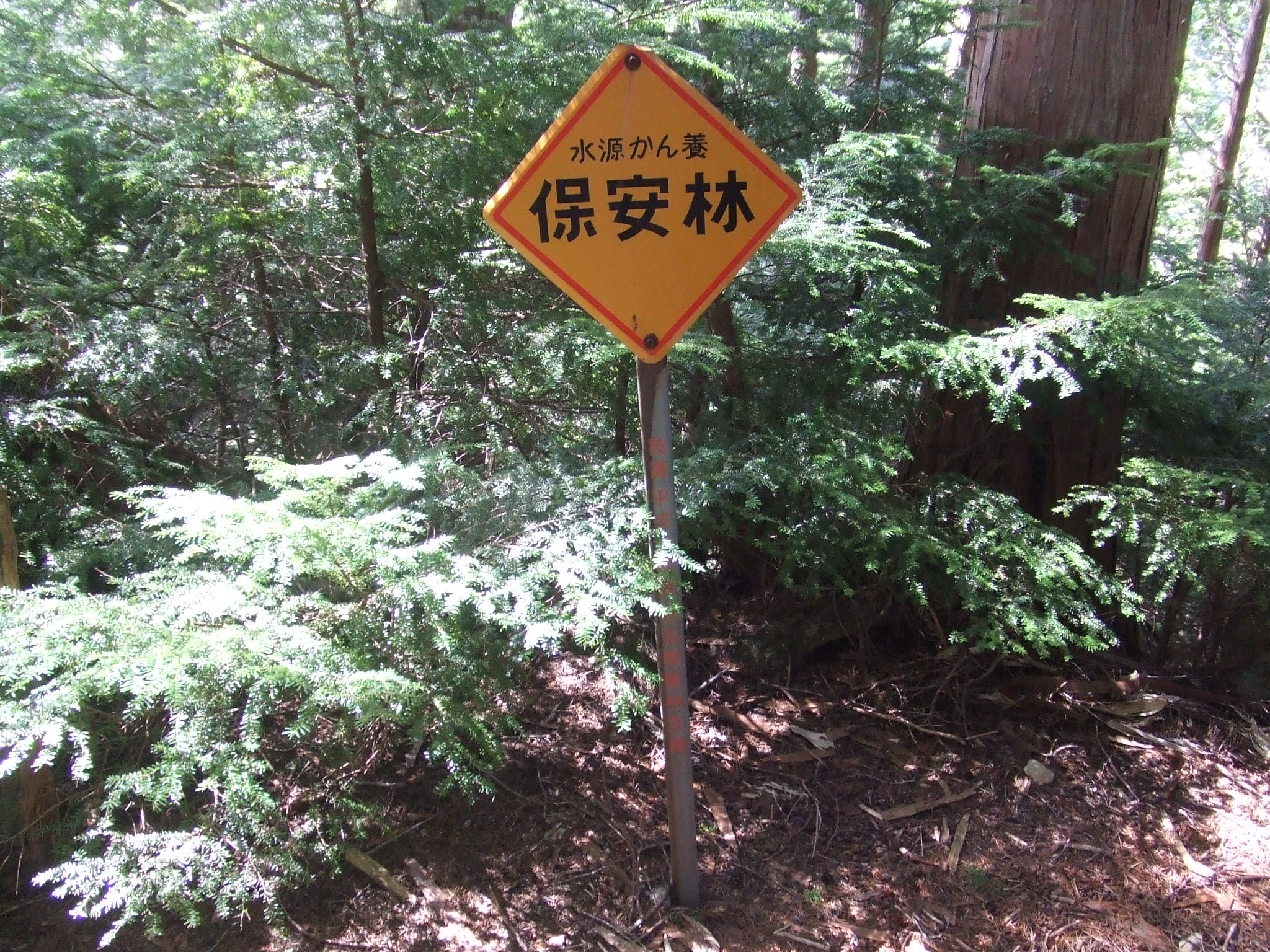
水源かん養保安林を示す標識（岐阜県下呂市）

水源かん養保安林（すいげんかんようほあんりん）は、森林法第25条第1項第1号に規定される水源の涵養を目的とした森林（保安林）。

## 概要
森林には、構成する立木の樹冠や土壌などを通じて、下流の河川流量のピークを調節する機能が知られており、これらの機能を特に水源地周辺において発揮されるよう期待して保安林に指定される森林。一つの流域で数百ヘクタールから数千ヘクタールといった大面積で指定されることが特徴。広大な面積として扱うため、基本的に林業を通じて森林の維持管理を図ることを前提としている。このため過度な規制は行われておらず、都道府県知事の許可次第では大面積の伐採（皆伐）も可能とされているなど、他の保安林種と比べて規制が緩い面もある。

## 指定・解除
民有林の水源かん養保安林の指定・解除の権限は、農林水産大臣または都道府県知事（知事は、事実上一級河川の流域以外の森林に限る）。他の保安林同様、一度指定されてしまうと、指定理由の消滅や公共事業などの用途に転用される以外は解除はできない。

## 樹種
水源涵養に限れば、学術的に針葉樹と広葉樹との間ですら有意差は確認されておらず、水源涵養に直接効果を発揮する特定の樹種が用いられているわけではない。かつてはスギ、ヒノキが一般的であったが、これは林業を行うことを前提としていたためである。近年ではコストを掛けない森林づくりや対外的なイメージの増進を図るため、広葉樹が用いられる例も増えている。